# Ungerhausen
Ungerhausen là một đô thị ở huyện Unterallgäu bang Bayern, Đức.